# Kaszás Géza
Kaszás Géza (Budapest, 1957. március 31. –) magyar színész.

## Életpályája
Érettségi után a gyöngyösi mezőgazdasági főiskolán üzemszervező üzemmérnöki oklevelet szerzett. Színészi pályáját a Színház- és Filmművészeti Főiskola elvégzése után 1986-ban a Szegedi Nemzeti Színházban kezdte. 1989-től a Független Színpad tagja. 2014-től a Turay Ida Színház, majd az Újszínház tagja. Karakterszínész, aki sikerrel alakít romantikus hősöket.
1999-től 2008-ig a Receptklub műsorvezetőjeként dolgozott az RTL Klubon. 2018 őszétől a LiChi TV-n futó „Lázár és Géza, a retró konyhasó” című műsor egyik házigazdája Kovács Lázár mellett.

## Színházi szerepei

### Szegedi Nemzeti Színház
- Sztorik–Anatolij Ribakov: Az Arbat gyermekei....Jurij Sárok
- Jókai Mór–Böhm György–Korcsmáros György: A kőszívű ember fiai....Richárd
- Molière: A fösvény....Cleante
- Háy Gyula: Mohács....Zápolya, erdélyi vajda
- Zalán Tibor: Mr. Pornowsky előkerül....Charles Pornowsky
- Görgey Gábor: Komámasszony, hol a stukker?....Cuki, az alvilágból
- Ivo Brešan: Díszvacsora a temetkezési vállalatnál....Lukesa, karmester
- Alexandre Breffort: Irma, te édes....Jojo
- Kornis Mihály: Büntetések....Démon
- William Shakespeare: Lear király....Cornwall hercege
- Kornis Mihály: Körmagyar....A katona
- William Shakespeare: Rómeó és Júlia....Patikárius
- Madách Imre: Az ember tragédiája....Danton
- Sütő András: A szúzai menyegző....Parmenion, helytartó
- Vámos Miklós: Világszezon....Rob, 35 körül
- Friedrich Schiller: Don Carlos....Főinkvizítor

### Független Színpad
- Vörösmarty Mihály: Csongor és Tünde....Kurrah, Kalmár
- Ghelderode: Escurial....Király
- Shalom An-Ski: Dybuk....Mesulah
- Szophoklész: Oidipusz király....Oidipus
- Molière: Tartuffe....Orgon
- Csokonai Vitéz Mihály: Özvegy Karnyóné....Karnyóné
- Csokonai Vitéz Mihály: Karnyóné szerelme....Karnyóné
- Sebő Ferenc: Pikkó hertzeg és Jutka Perzsi....Gömbötz, tatár kán

### Turay Ida Színház
- Topolcsányi Laura: Segítség, én vagyok a feleségem!....Géza, a férj, autósbolt vezető
- John Steinbeck: Egerek és emberek....Lennie

### Játékszín
- Willard: A macska és a kanári....Paul Jones

### József Attila Színház
- Szakonyi Károly: Adáshiba....Emberfi
- Ray Cooney: A miniszter félrelép....Ronnie, Jane férje
- Arthur Miller: Pillantás a hídról....Marco, Beatrice unokatestvére
- Bertolt Brecht: A városok sűrűjében....Garga

### Ódry Színpad
- Osztrovszkij: Jövedelmező állás....Visnyevszkij
- Kopit: Jaj, apu, szegény apu, a szekrénybe beakasztott tégedet azt anyu, s az én szívem olyan szomorú....Hotelboy
- Pater Mikolaj Wilkowieczki–Kazimierz Demjek: Legenda a dicsőséges feltámadásról

### Hevesi Sándor Színház
- Friedrich Schiller: Haramiák....Károly
- Bereményi Géza: Az arany ára....Tarzan
- Heinrich Böll: Katharina Blum elvesztett tisztessége
- Müller Péter: Búcsúelőadás....Bárió Bárió
- Nagy Ignác: Tisztújítás....Dr. Heves, ügyvéd
- Molière: Gömböc úr....Gömböc úr

### Győri Nemzeti Színház
- Gorkij: Éjjeli menedékhely....Vászka Pepel
- Molnár Ferenc: Liliom....Liliom
- James Goldman: Az oroszlán télen....Richard

### Miskolci Nemzeti Színház
- Agyő Európa, Európa agyő!
- Ödön von Horváth: Szép kilátás....Strasser
- William Shakespeare: Szeget szeggel....Vincentio, Bécs hercege

## Filmjei
| - Napló szerelmeimnek (1987) - Zuhanás közben (1987) - A másik ember (1988) - Vadon (1989) - Hamis a baba (1991) - Az álommenedzser (1992) - Megint tanú (1994) - Halál sekély vízben (1994) - Veszélyes zóna (1995) - Európa messze van (1995) - Csajok (1996) - Honfoglalás (1996) - Romani kris - Cigánytörvény (1997) - Európa expressz (1998) - Kalózok (1999) - Telitalálat (2003) - S.O.S. szerelem! (2007) - 9 és ½ randi (2008) - Made in Hungaria (2009) - Igazából apa (2010) | - Linda II-III. (1986-1989) – Törpe, a margitszigeti gengszterbanda tagja; Pici, búvár - Csere Rudi (1988) - Egy diáktüzér naplója (1992) - Kis Romulusz (1994) - Öregberény 1-22. (1995) - Patika (1995) - Herczeg Ferenc: A 3. testőr (1995) - Kisváros (1995-1999) - Szelídek (1996) - Az öt zsaru (1998) - Szomszédok (1998) - Családi album (1999) - Komédiások (2000) - Pasik! (2000) - Presszó (2008) - Jóban Rosszban (2020–2021) - A lovasíjász (dokumentumfilm, 2016) |

## Díjai, elismerései
- Magyar Arany Érdemkereszt (2020)